# Bernhard Jäggi

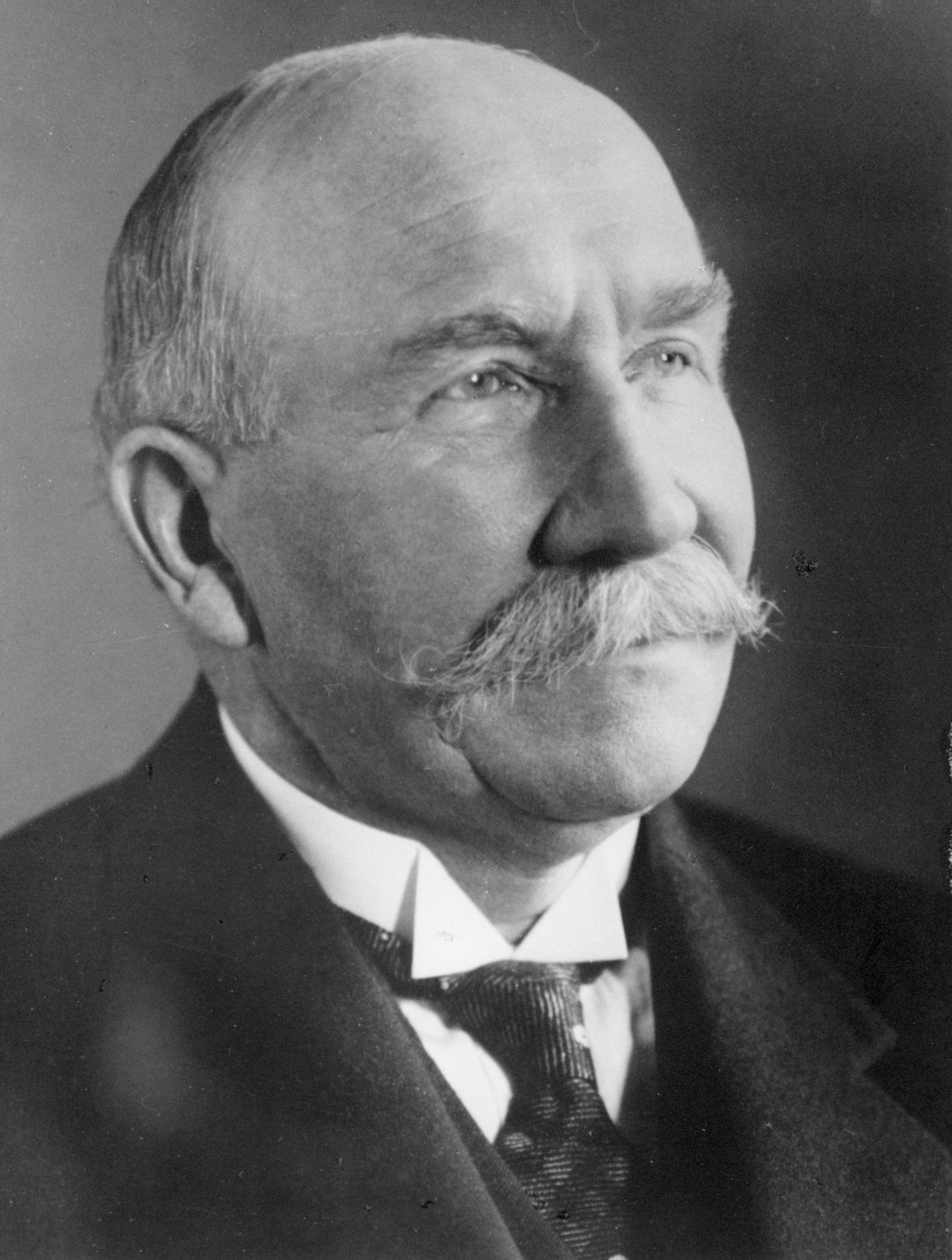
Bernhard Jäggi um 1925, Freidorf Archiv

Bernhard Jäggi (* 17. August 1869 in Mümliswil; † 13. April 1944 in Muttenz) war ein Schweizer Politiker (SP). Er war christkatholisch.

## Leben und Werk

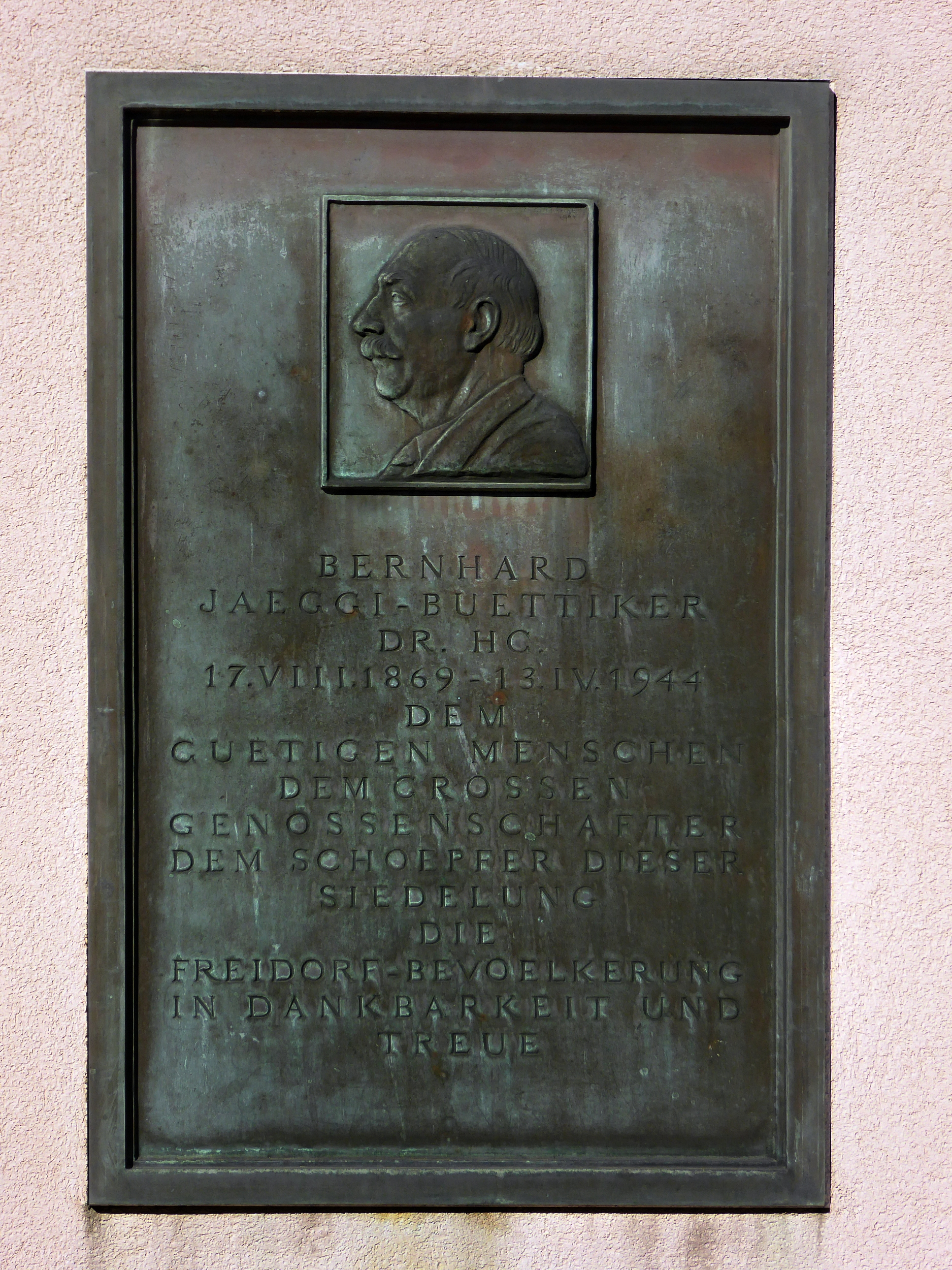
Gedenktafel. Genossenschaftssiedlung Freidorf in Muttenz.

Jäggi absolvierte in Mümliswil die Primarschule, in Balsthal die Sekundarschule und anschliessend bis 1888 eine Banklehre in Balsthal. Danach wurde er fester Bankangestellter, Mitglied des Grütlivereins und der Sozialdemokratischen Partei der Schweiz. In den 1890er Jahren wurde er von Stephan Gschwind für die Genossenschaftsbewegung gewonnen und widmete fortan den grössten Teil seines Lebens deren Ausbau. Ab 1899 war er Verwalter des Konsumvereins Thun, ab 1900 Revisor beim Verband Schweizerischer Konsumvereine (VSK), Vorläufer der Coop. Von 1909 bis 1934 war er Präsident der Verwaltungskommission des VSK und von 1935 bis 1938 Präsident im Verwaltungsrat, in welchem er sich von 1934 bis 1944 engagierte.
Von 1902 bis 1916 war er Basler SP-Grossrat, 1910 sogar Präsident. Nach den Parlamentswahlen 1911 vertrat er bis 1916 den Kanton Basel-Stadt im Nationalrat. Ende 1916 erklärte Jäggi den Rücktritt von allen politischen Ämtern und trat wegen Ablehnung des radikaleren Kurses und aus beruflichen Gründen aus der SP aus.
Er war Initiator der 1919 gegründeten Siedlungsgenossenschaft Freidorf in Muttenz, 1923 Stifter des genossenschaftlichen Seminars in Freidorf und 1937 des genossenschaftlichen Kinderheims in Mümliswil sowie 1943 zusammen mit Heinrich Küng (Direktor der Genossenschaftlichen Zentralbank Basel) Mitinitiator der Landgenossenschaft Jakobsberg in Basel. 1929 wurde ihm der Titel Dr.-h. c. der Universität Basel verliehen.

## Schrift
- Das Genossenschaftliche Seminar (Stiftung von Bernhard Jaeggi) Freidorf bei Basel 1923-1940. Verlag Basel Buchdruckerei Verband Schweizerischer Konsumvereine (VSK), Basel 1940.